# One Night in Japan
One Night in Japan è il primo album live del cantante Michael Jackson, pubblicato nel 2009 dall'Immortal Records. Si tratta di un bootleg e di una pubblicazione non ufficiale in quanto distribuita dall'Immortal Records (che da due anni aveva terminato la sua attività), mentre l'allora casa discografica dell'artista era (ed attualmente è) la Epic Records (controllata dalla Sony BMG).

## Il concerto
Il disco raccoglie i brani cantanti dal vivo il 26 settembre 1987, allo stadio di Yokohama, in Giappone, durante uno dei primi concerti del Bad World Tour. Il concerto si rivelò un trionfo, che valse a Jackson un posto nel libro del Guinness dei Primati nel 1989. La scaletta raccoglie i più grandi successi della star dai tempi dei Jackson 5 a quelli di Bad; nota di merito alla scelta vocale dei brani, eseguiti tutti dal vivo (cosa che si ripeterà sempre più raramente).

## Tracce
Disco 1
1. Intro – 0:36
2. Wanna Be Startin' Somethin' – 5:14 (Michael Jackson)
3. Things I Do For You – 3:28 (The Jacksons) – 
brano dei Jacksons
4. Off the Wall – 3:44 (Rod Temperton)
5. Human Nature – 4:28 (John Bettis, Steve Porcaro)
6. This Place Hotel (a.k.a. Heartbreak Hotel) – 5:23 (Michael Jackson) – 
brano dei Jacksons
7. She's Out of My Life – 4:15 (Tom Bahler)
8. The Jackson 5 Medley – 6:07 (The Corporation)
9. Rock with You – 4:03 (Rod Temperton)
10. Lovely One – 5:54 (Michael Jackson, Randy Jackson) – 
brano dei Jacksons

Disco 2
1. Workin' Day and Night – 7:10 (Michael Jackson)
2. Beat It – 6:41 (Michael Jackson)
3. Billie Jean – 5:58 (Michael Jackson)
4. Shake Your Body (Down to the Ground) – 12:46 (Michael Jackson, Randy Jackson) – 
brano dei Jacksons
5. Thriller – 4:29 (Michael Jackson, Rod Temperton)
6. I Just Can't Stop Loving You – 6:23 (Michael Jackson) – duetto con Sheryl Crow
7. Bad – 6:09 (Michael Jackson)

## Errori
- Sul retro della copertina è indicato che il concerto si è tenuto al Korakuen Stadium il 12 settembre 1987, ma questi sono 2 errori:
  - In quella data (la prima del Bad World Tour) Michael si esibì a Tokyo, mentre l'esibizione immortalata su questo album live è quella che si è tenuta il 26 settembre 1987 al Yokohama Stadium.
  - Il Korakuen Stadium inoltre è proprio quello in cui Michael si esibì nella data di Tokyo.

## Curiosità
- Di questo concerto è stato pubblicato anche un DVD Bootleg nel 2005, intitolato Bad Tour Live in Yokohama Stadium.
- In questa data (così come in tutto il Bad World Tour) tra i coristi figura la giovane Sheryl Crow, che inoltre canta un brano in duetto con Michael.